# 久野俊純
久野 俊純（くの としずみ、宝永2年8月8日（1705年9月25日） - 安永元年11月23日（1772年12月17日））は、紀州藩田丸城代家老久野家5代当主。
父は久野俊正。母は穂出氏。正室は安藤陳武の娘。子は久野輝純。幼名は藪千代、千松。通称は織部。官位は従五位下・丹波守。号は華峯。

## 経歴
宝永2年（1705年）、田丸城代久野俊正の子として生まれる。宝永8年（1711年）、藩主徳川吉宗に御目見する。享保5年（1720年）、元服する。享保11年（1726年）、父の死去により家督相続し、田丸に入部する。享保13年（1728年）、江戸城で将軍吉宗に拝謁する。享保15年（1730年）、従五位下・丹波守に叙任する。安永元年（1772年）11月23日死去。
文人としても活躍し、文化10年（1813年）刊行の「南紀風雅集」に久野俊純作の漢詩が収められている。